# Ridderorden in Grenada
De voormalige Britse kolonie Grenada is in personele unie met het Verenigd Koninkrijk verbonden. Zoals ook in andere landen waarvan Elizabeth II van het Verenigd Koninkrijk staatshoofd is maakt men ook in het koninkrijk Grenada gebruik van Britse onderscheidingen en ridderorden.
De premier van Grenada beschikt over minder formele onderscheidingen die op 7 februari, onafhankelijkheidsdag, worden uitgereikt. De orden worden meestal op nieuwjaarsdag en op de officiële verjaardag van Koningin Elizabeth II van Grenada uitgereikt.
De op Grenada uitgereikte onderscheidingen:
- De Orde van Sint-Michaël en Sint-George
- De Orde van het Britse Rijk
- De aan de Orde van het Britse Rijk verbonden Medaille van het Britse Rijk (British Empire Medal)